# Федорів Уляна Миколаївна
Федорів Уляна Миколаївна — кандидат філологічних наук, доцент кафедри теорії літератури та порівняльного літературознавства. Заступник декана філологічного факультету Львівського національного університету імені Івана Франка з навчально-виховної роботи.

## Біографія
Народилася 30 червня 1982 року у м. Львові. 2004 року закінчила філологічний факультет Львівського національного університету імені Івана Франка і вступила в аспірантуру при кафедрі теорії літератури та порівняльного літературознавства.
У 2016 р. захистила дисертацію на тему «Соцреалістичний канон в українській літературі: механізми формування та трансформації» (за спеціальністю 10.01.06 — теорія літератури, науковий керівник — доктор філологічних наук, доцент Галета Олена Ігорівна). З 2005 року — асистент, з 2017 р.- доцент кафедри теорії літератури та порівняльного літературознавства.
У 2016 році проходила наукове стажування у відділі україністики Інституту слов'янської філології Вроцлавського університету.
2017 р. — секретар оргкомітету Всеукраїнської наукової конференції «Генераційний феномен як бунт і де(кон)струкція».
Читає лекційні курси «Література та мистецтво в контексті суспільних змін», «Українська література ХХ-XXI ст.: ключі до постколоніалізму», «Літературна мапа Нобелівської премії». Веде семінарські заняття з курсів «Вступ до літературознавства», «Теорія літератури».
З 2021 року заступник декана філологічного факультету Львівського національного університету імені Івана Франка.

## Проблематика дослідження
Сфера наукових зацікавлень —Теорія літературного канону. Соцреалізм. Постколоніалізм. Проблема пам'яті.

## Сім'я
Одружена. Має двох синів : Марка та Любомира.

## Основні праці

### Навчально-методичні праці
- Федорів У. Методичні рекомендації до курсу «Література та мистецтво в контексті суспільних змін» для студентів магістратури філологічного факультету спеціальності 035 Філологія / Уляна Федорів Миколаївна. — Львів: ПАІС, 2017. — 44 с.

### Наукові публікації
- Федорів У. Літературний канон як теоретична проблема / Уляна Федорів// Літературознавчі обрії. Праці молодих учених: зб. наук. праць. — К.: Інститут літератури ім. Т. Г. Шевченка НАН України, 2004. — Вип. 10. — С.215–220
- Федорів У. Літературний канон: феномен культурної пам'яті чи інструмент соціальної домінації / У. М. Федорів// Питання літературознавства: наук. зб./ Чернівецький національний університет ім. Юрія Федьковича. — Чернівці: Рута, 2005. –Вип. 13 (70). — С. 36–42
- Федорів У. Процес де-канонізації і проблема перерозподілу влади у літературі / Уляна Федорів// Гуманітарна освіта в технічних вищих навчальних закладах: зб. наук. праць. — К. : ІВЦ Держкомстату України. — 2006. — Вип. 13. — С. 39–47
- Федорів У. Особливості функціонування часу і простору в соцреалістичних текстах / Уляна Федорів // Вісник Львівського національного університету імені Івана Франка. Серія філологічна. — 2007. — Вип. 39, ч. 1. — С. 296—303
- Федорів У. Літературний канон і цензура: захист чи тиск / Уляна Федорів // Парадигма: зб. наук. праць. — Львів: Ін-т українознавства ім. І. Крип'якевича НАН України, 2008. — Вип. 3. — С. 274—281
- Федорів У. М. Літературний канон як феномен культурної пам'яті / Федорів Уляна Миколаївна // Наукові праці: наук.-метод. журн. Вип. 67, т. 80 : Філологія. Літературознавство. — Миколаїв: Вид-во МДГУ ім. Петра Могили, 2008. — С. 6–9 (0,5 друк. арк.).
- Федорів У. Поле влади та літературний канон: до проблеми взаємодії / Уляна Федорів // Вісник Львівського національного університету імені Івана Франка. Серія філологічна. –2008. — Вип. 44, ч. 2. — С. 15–22 (0,6 друк. арк.).
- Федорів У. М. Цензура як чинник формування літературного канону /У. М. Федорів // Наукові записки Тернопільського національного педагогічного університету ім. Володимира Гнатюка. Серія: Літературознавство. — Тернопіль: ТНПУ ім. Володимира Гнатюка, 2013. — С. 356—360 (0,5 друк. арк.).
- Федорів У. До проблеми ґенези соціалістичного реалізму / Уляна Федорів // Spheres of Culture. — Lublin: UMCS, 2015. — Vol. X. — P. 102—111(0,7 друк. арк.).
- Федорів У. «Нова людина»: канонізація радянського дитинства / Уляна Федорів // Науковий вісник «Література. Діти. Час». — Львів: Центр дослідження літератури для дітей та юнацтва, 2016. — С. 195—206.
- Федорів У. Канон і цензура: питання про владний канон у літературі / Федорів У. М. // Буття канону: наук. зб. ; відп. ред. П. В. Михед ; упоряд. — Сквіра Н. М. — Ніжин: ФОП Лук'яненко В. В., ТПК «Орхідея», 2016. — С. 390—398.
- Федорів У. Соцреалістичний канон в українській літературі: механізми формування та трансформації: автореферат на здобуття ступеня кандидата філологічних наук за спеціальністю 10.01.06 — теорія літератури / Уляна Федорів. — Львів: ПАІС, 2016. — 20 с.
- Федорів У. Демонтувати не можна залишити: випадок Степана Тудора [Електронний ресурс] / Уляна Федорів // Україна Модерна. — 26 вересня 2016 р. (0,5 др. арк.). — Доступно з : http://uamoderna.com/demontazh-pamyati/fedoriv-stepan-tudor
- Федорів У. Трансформоване дитинство: образ дитини в радянській пригодницькій літературі / Уляна Федорів // Мільйон історій: поетика пригод у літературі та медіа: [зб. наук. матеріалів конференції (Бердянськ, 22–23 вересня 2016 р.)] / [гол. ред. О. П. Новик]. — Бердянськ: БДПУ, 2016. — С. 166—168.
- Федорів У. Образ ворога як моделюючої фігури соцреалістичного тексту / Уляна Федорів // Збірник наукових праць "Науковий вісник Ужгородського університету. Серія: Філологія. — 2016. — № 2 (36). — С. 257—261.
- Федорів У. Механізми стилістичної модифікації канону: самоцензурований Тичина / Уляна Федорів // Збірник наукових праць «Науковий вісник Східноєвропейського національного університету імені Лесі Українки». Серія: Філологія. — 2016. — № 8 (333). — С. 171—177.
- Федорів У. «Головні герої» соцреалістичних текстів: герой-робітник / Уляна Федорів // Збірник наукових праць «Науковий вісник Миколаївського національного університету імені В. О. Сухомлинського. Філологічні науки (літературознавство)». — 2017. — № 1 (19). — С. 208—213.
- Федорів У. Основні проблеми реінтерпретації соцреалістичного канону: різновекторність підходів // Гуманітарна освіта в технічних вищих навчальних закладах: зб. наук. праць. — К. : ІВЦ Держкомстату України. — 2017. — Вип. 35. — С. 79–88.
- Федорів У. Степан Тудор: міжпоколіннєвий досвід перепрочитання / Уляна Федорів // Вісник Львівського університету. Серія філологічна, 2018. — Вип. 67, Ч. 1. — С. 58–71.
- Федорів У. «Головні герої» соцреалістичних текстів: герой-партієць / Уляна Федорів // «Вісник Київського національного університету імені Тараса Шевченка. Літературознавство. Мовознавство. Фольклористика», 2017. — Вип. 27. — С.28-31.
- Федорів У. Проблема модифікації образу дитини в радянській пригодницькій літературі / Уляна Федорів // Збірник наукових праць «Науковий вісник Миколаївського національного університету імені В. О. Сухомлинського. Філологічні науки (літературознавство)» / за ред. О. Філатової, 2018. — № 2 (22). — С. 69-76.
- Федорів У. Топос втраченого дому у романі Сергія Жадана «Інтернат» / Уляна Федорів // Вісник Київського національного університету імені Тараса Шевченка. Літературознавство. Мовознавство. Фольклористика. — 2018. — № 1 (28). — . 43-45.

Fedoriv, Ulyana. Modification of the Socialist Realistic Canon of Ukrainian Literature: problem of demifologization // Porównania — Comparisons: A journal on comparative literature and interdisciplinary studies / red. Bogusław Bakuła. — № 23: Artistic mythologies in Central and Eastern Europe after World War II. — Poznań, 2018. — P. 173—186.
- Федорів У. «Пантеон радянських героїв»: образ героя-селянина в українській соцреалістичній літературі // Наукові записки Національного університету «Острозька академія»: Серія «Філологія», 2018. — № 4 (72) .- С. 200—202.